# 헌정 위기
헌정 위기(영어: constitutional crisis)란 정치학에서 정부기능의 문제 혹은 분쟁을 해결하는 역할을 헌법을 비롯한 기본법이 해내지 못하고 기능부전에 빠진 상태이다.
이 정의에는 몇 가지 바리에이션이 있을 수 있다. 예컨대 헌법이 중추적 기능부전에 빠짐으로써 발생하는 위기 내지는 그렇게 될 강력한 위험을 헌정 위기라고 설명할 수 있다. 헌정 위기는 다양한 원인에 의해 발생할 수 있다. 예컨대 정부가 위헌적인 법률을 통과시키고자 할 때, 특정한 상황에서 헌법이 그 상황의 해결책을 제공하는 데 실패할 때, 헌법은 멀쩡히 있지만 정치적으로 헌법의 준수가 불가능할 때, 심각한 문제를 해결해야 할 정부 관료들이 법률의 협소한 해석에 기반해서 그 문제해결을 회피할 때 등이 헌정 위기의 상태라고 할 수 있다. 구체적인 예로는 1950년대 남아공의 유색인종 투표권 헌정 위기, 1860년대 미국의 남부지역 연방탈퇴 헌정 위기, 1975년 오스트레일리아 헌정 위기, 2007년 우크라이나 정치위기 등이 있다.
헌정 위기는 정부의 여러 부처 간의 갈등, 중앙정부와 지방정부 간의 갈등, 또는 단순히 사회 내의 다양한 집단 간의 갈등으로 인해 발생할 수 있다. 또한 정부 운영 과정에서 정치적 분쟁의 당사자들 중 하나 이상이 고의적으로 헌법을 위반하거나, 위반된 헌법에 대한 정확한 법리적 해석에 승복하기를 거부하면 헌정 위기로 이어진다. 18세기에 미국과 프랑스 간에 일어난 XYZ 사건이 이런 사례다.